# フラバノノール

フラバノノール骨格

フラバノノール(Flavanonol)は、3-ヒドロキシ-2,3-ジヒドロ-2-フェニルクロメン-4-オン（IUPAC名）の骨格を持つフラボノイドである。

## 代謝
- フラバノン-3-ジオキシゲナーゼ
- フラボノールシンターゼ
- ジヒドロフラボノール-4-レダクターゼ

### 配糖体
Gordonia chrysandraの根で配糖体（クリサンドロシドA及びB）がみられる。ジヒドロフラボノールC-グルコシドのクセラクチノールは、Paepalanthus bromelioidesの葉から単離される 。
ドブクリョウの地下茎からは、アスチルビン、イソアスチルビン、ネオイソアスチルビン、(2R, 3R)-タキシフォリン-3'-O-β-D-ピラノグルコシド等のジヒドロフラボノールの配糖体が単離される。

### 化合物
- タキシフォリン（ジヒドロクェルセチン）
- アロマデンドリン（ジヒドロケンペロール）